# Ramón Aguilar Moré
Ramón Aguilar i Moré nació en Barcelona el 3 de diciembre de 1924. Descendiente de la saga de fotógrafos Napoleón, pioneros de este arte e introductores del cine en Barcelona, y con un padre médico que en su juventud tanteó la pintura, su pasión desde niño por captar la imagen en movimiento le llevó a ser un excelente dibujante. Estudió en el colegio Blanquerna, donde coincidió con los también futuros pintores Ramón Rogent, Jordi Mercadé y Antonio Guansé. Junto a su familia pasó la guerra civil en Amélie les Bains (Francia) y allí comenzó a dibujar y pintar acuarelas. De vuelta en España, y una vez finalizado el bachillerato, en 1945 comenzó a asistir a clases de dibujo en la Real Academia Catalana de Bellas Artes de Sant Jordi (Barcelona). Pero al cabo de tres meses la abandonó insatisfecho y comenzó a frecuentar el estudio del pintor y escenógrafo Oleguer Junyent, donde trabajó entre 1945 y 1948, y a quien Aguilar Moré consideró siempre su maestro. Sin embargo, fue un artista de formación principalmente autodidacta que huyó siempre de influencias y escuelas.
Entre 1946 y 1947 tuvo que internarse en el sanatorio del Brull aquejado de tuberculosis, período que sin embargo fue extremadamente prolífico en dibujos y acuarelas y donde coincidió con el pintor y grabador Evarist Vallés, con el que estableció una larga amistad. Ya plenamente recuperado, en 1951 hizo su primera estancia en París, meta en aquella época del arte europeo, a la que siguieron otras en esta misma ciudad y en Cannes que contribuyeron a perfilar su estilo y paleta.  En 1953 contrajo matrimonio con Anna Mª Vila Puigdefábregas (1928-1992), que a lo largo de su vida fue además su principal apoyo profesional. Ella le hizo conocer el pueblo de Cadaqués (Gerona), localidad con la que el resto de su vida mantuvo una estrecha relación y donde residió intermitentemente. Allí estableció amistad con otros pintores como Salvador Dalí, Joan Josep Tharrats, Joan Ponç, Rafael Durancamps, Modest Cuixart, Josep Roca-Sastre e Ignacio Iturria, y los escritores Noel Calef y Luís Romero, con todos los cuales colaboró en numerosos proyectos artísticos conjuntos.
Falleció en Barcelona el 23 de septiembre de 2015.

## Obra artística
Pintor eminentemente figurativo y expresionista, durante los años cincuenta estuvo fuertemente influido por el cubismo y la pintura naïf. A partir de los setenta, sin embargo, su pintura adquirió una figuración plenamente realista y se volvió más intensa en color y textura, estilo que no abandonaría hasta su muerte. Pintor de la realidad cotidiana, fue prolífico en retratos, naturalezas muertas y paisajes. Pero donde sin duda mejor expresó sus dotes fue en la captación del ritmo. Así lo atestiguan sus cientos de dibujos y óleos de danza, ballet y, sobre todo, jazz, así como los diversos libros que ha publicado sobre estos temas. Aunque su obra principalmente consiste en dibujos, acuarelas y, sobre todo, óleos en papel, madera y lienzo, también cultivó en menor medida la litografía y la escultura. En 1954 investigó junto al fotógrafo Ramón Bargués la utilización de la luz en el dibujo. Fruto de esta búsqueda innovadora fue una colección imágenes delineadas en el vacío mediante una linterna y realizadas en una habitación oscura ante la cámara de Bargués. La trayectoria de la fuente luminosa quedaría grabada en la placa fotográfica, componiendo así un dibujo que el ojo humano nunca hubiera podido ver y que ambos artistas denominaron fisiogramas. Entre los años cincuenta y setenta también ilustró numerosos libros.
Celebró su primera exposición en 1924 en la Sala Rovira de Barcelona, y a ésta le siguieron una ininterrumpida sucesión de más de ciento cincuenta exposiciones individuales y muchas otras de colectivas que le convirtieron en un artista bien conocido tanto en España (Barcelona, Madrid, Bilbao, Santander, Valencia, Gerona, Mallorca, Reus, La Coruña, etc) como en el extranjero (París, Filadelfia, Denver, Nueva york, Londres, Chicago, Bruselas, Newport, Ulm, Bérgamo, Luxemburgo, Viena, etc). A lo largo de su vida recibió numerosos premios y distinciones, y su obra se conserva, además de en numerosas colecciones particulares, en diversos museos y colecciones públicas.

## Premios[1]
- Primer Premio de Figura Santa Dorotea. 1953.
- Medalla de Oro del Ayuntamiento de Palma de Mallorca. 1955.
- Premio Sant Jordi de la Diputación de Barcelona. 1955 y 1957.
- Primer Premio de Pinturas de los II Juegos del Mediterráneo. 1955.
- Primer Premio de la Diputación de Oviedo. 1959.
- Premio Nacional de Bellas Artes. 1960.
- Primer Premio de Pintura Miguel Carbonell. 1969.
- Premio de la Cámara de Comercio e Industria de Madrid. 1982.

## Museos y colecciones[1]
- Museo de Pintura Estrada, Barcelona.
- Museo de Arte Contemporáneo, Madrid.
- Museu de Cadaqués, Cadaqués, Gerona.
- Fondo de Arte del Ayuntamiento de Barcelona.
- Colección del Ayuntamiento de Oviedo.
- Museo de la Diputación Provincial de Barcelona.
- Museo del Barcelona Club de Fútbol, Barcelona.
- Museo Perrot-Moore, Cadaqués, Gerona.
- Musée Olympique de Lausanne, Suiza.
- Mural en el Aeropuerto de Barcelona.
- Museo Iconográfico del Quijote, Guanajuato, Fundación Cervantina de México.
- Museo de Pintura Joan Abelló, Mollet del Vallés, Barcelona.
- Museo Massó, Junta de Galicia, Bueu, Pontevedra.

## Ilustración de libros[1]
- “La Singular Història d'un Club de Tennis" de Carles Sindreu, 1954.
- "Queremos vivir" de Cecil Roberts, Editorial Luis de Caralt, 1959.
- "El Oro de la Piel" de C. Virgil Gheorghiu, Editorial Luis de Caralt, 1960.
- "Don Quijote de la Mancha" de Miguel de Cervantes, Editorial Marín, 1961.
- "El Americano Impasible" de Graham Greene, Editorial Luis de Caralt, 1961.
- "Carmen" de Merimée, Electra, Artes Gráficas, 1962.
- "Carmen" de Mérimée, versión en francés por H. Meilhac & L. Malévy, EDART, Barcelone, Edición en francés. 1962.
- "Nadie debería morir..." de Frank G. Slaughter, Editorial Luis de Caralt, 1962.
- "El Clown" de Alfred Kern, Editorial Luis de Caralt, 1962.
- "Los atracadores" de Tomás Salvador, Editorial Luis de Caralt, 1962.
- "Viento del Este, Viento del Oeste" de Pearl S. Buck, Editorial Luis de Caralt, 1963.
- "Los que vivimos" de Ayn Rand, Editorial Luis de Caralt, 1963.
- "Aventura en Moscú" de Cecil Roberts, Editorial Luis de Caralt, 1963.
- "Tierra Trágica" de Erskine Caldwell, Editorial Luis de Caralt, 1963.
- "Don Quijote de la Mancha" de Miguel de Cervantes, Ediciones Nauta, 1965.
- "La Españolada" de Rafael Manzano, Editorial Luis de Caralt, 1965.
- "Los Cuentos de Canterbury" de Geoffrey Chaucer, Editorial Marte, 1967.
- "Crimen y Castigo" de Fiodor Dostoyevski, Ediciones Nauta, 1968.
- "Los Hermanos Karamazov" de Fiodor Dostoyevski, Ediciones Nauta, 1968.
- "Guerra y Paz" de León Tolstói, Ediciones Nauta, 1970.
- "Naná" de Émile Zola, Ediciones Nauta, 1971.
- "El Diablo en el Cuerpo" de Raymond Radiguet,

## Monografías[1]
- "Ballet" por Sebastiá Gasch, Editorial Pentágono, Barcelona, 1958.
- "Quince años de pintura de Aguilar Moré" por Rafael Santos Torroella, Editorial Miguel Lerín, Barcelona, 1965.
- "Aguilar Moré", Grandes Maestros del Siglo XX, por Sebastiá Gasch y Francisco Draper, Ediciones Nauta, Barcelona, 1971.
- "Aguilar Moré", Maestros Actuales de la Pintura y Escultura Catalanas. Editorial La Gran Enciclopedia Vasca, Bilbao, 1974.
- "Aguilar Moré", por Cesáreo Rodríguez Aguilera, Editorial Danae, Barcelona, 1976.
- "Aguilar Moré", por Luis Romero y Joan Iriarte, Ambit, Barcelona, 1983.
- "30 Anys de Jazz, vistos per Aguilar Moré", por Alfred Papo y Jordi Suñol, Ediciones Aura, Barcelona, 1986.
- “50 Anys de Dibuixos d’Aguilar Moré”, por Carles Barral i Altet, 2004.
- “Aguilar Moré. Obra 1950-2005. Diversos autores. GA Ediciones, Barcelona, 2005.
- "Fisiogramas, 1954", por Ramón Aguilar Moré. Reimpresión por Ediciones Trébol 4, Palamós. 2008.
- “60 Anys de Pintura d’Aguilar Moré”, por Josep Mª Cadena. Sala Rusiñol, Sant Cugat del Vallés. 2009.
- "65 Años de Jazz", por Ramón Aguilar Moré, Albert Mallofré y Gerardo Cañellas. Editorial Carena, Barcelona. 2011.